# Asterocheres jeanyeatmanae
Asterocheres jeanyeatmanae is een eenoogkreeftjessoort uit de familie van de Asterocheridae. De wetenschappelijke naam van de soort is voor het eerst geldig gepubliceerd in 1970 door Yeatman.